# Thalpomys lasiotis
Thalpomys lasiotis es una especie de roedor de la familia cricetidae. Es endémica del centro-este de Brasil. Sus hábitats naturales son los herbazales abiertos, los herbazales húmedos y el cerrado. Se cree que no hay ninguna amenaza significativa para la supervivencia de esta especie. Su nombre específico, lasiotis, significa 'oreja peluda' en latín.